# Lista di asteroidi (259001-260000)
Di seguito una lista di asteroidi dal numero 259001 al 260000 con data di scoperta e scopritore.

## 259001-259100
| Nome     | Designazione provvisoria | Data di scoperta | Scopritore               |
| -------- | ------------------------ | ---------------- | ------------------------ |
| 259001 - | 2002 TP92                | 1 ottobre 2002   | LONEOS                   |
| 259002 - | 2002 TM98                | 3 ottobre 2002   | LINEAR                   |
| 259003 - | 2002 TX98                | 3 ottobre 2002   | LINEAR                   |
| 259004 - | 2002 TU102               | 4 ottobre 2002   | LINEAR                   |
| 259005 - | 2002 TD104               | 4 ottobre 2002   | LINEAR                   |
| 259006 - | 2002 TU104               | 4 ottobre 2002   | LINEAR                   |
| 259007 - | 2002 TV110               | 2 ottobre 2002   | CINEOS                   |
| 259008 - | 2002 TE115               | 3 ottobre 2002   | NEAT                     |
| 259009 - | 2002 TV117               | 3 ottobre 2002   | NEAT                     |
| 259010 - | 2002 TC118               | 3 ottobre 2002   | NEAT                     |
| 259011 - | 2002 TN119               | 3 ottobre 2002   | NEAT                     |
| 259012 - | 2002 TJ121               | 3 ottobre 2002   | NEAT                     |
| 259013 - | 2002 TJ122               | 3 ottobre 2002   | CINEOS                   |
| 259014 - | 2002 TU127               | 4 ottobre 2002   | LINEAR                   |
| 259015 - | 2002 TK145               | 3 ottobre 2002   | LINEAR                   |
| 259016 - | 2002 TY150               | 5 ottobre 2002   | NEAT                     |
| 259017 - | 2002 TH158               | 5 ottobre 2002   | NEAT                     |
| 259018 - | 2002 TD159               | 5 ottobre 2002   | NEAT                     |
| 259019 - | 2002 TW174               | 4 ottobre 2002   | LINEAR                   |
| 259020 - | 2002 TN177               | 11 ottobre 2002  | NEAT                     |
| 259021 - | 2002 TL189               | 5 ottobre 2002   | LINEAR                   |
| 259022 - | 2002 TF190               | 13 ottobre 2002  | Hug, G.                  |
| 259023 - | 2002 TD194               | 3 ottobre 2002   | LINEAR                   |
| 259024 - | 2002 TF194               | 3 ottobre 2002   | LINEAR                   |
| 259025 - | 2002 TD200               | 8 ottobre 2002   | Bickel, W.               |
| 259026 - | 2002 TJ208               | 4 ottobre 2002   | LINEAR                   |
| 259027 - | 2002 TD215               | 4 ottobre 2002   | LINEAR                   |
| 259028 - | 2002 TW217               | 5 ottobre 2002   | NEAT                     |
| 259029 - | 2002 TX221               | 7 ottobre 2002   | LONEOS                   |
| 259030 - | 2002 TN223               | 7 ottobre 2002   | LINEAR                   |
| 259031 - | 2002 TU224               | 8 ottobre 2002   | LONEOS                   |
| 259032 - | 2002 TZ225               | 8 ottobre 2002   | LONEOS                   |
| 259033 - | 2002 TW227               | 8 ottobre 2002   | LONEOS                   |
| 259034 - | 2002 TV232               | 6 ottobre 2002   | LINEAR                   |
| 259035 - | 2002 TA236               | 6 ottobre 2002   | LINEAR                   |
| 259036 - | 2002 TZ238               | 8 ottobre 2002   | LONEOS                   |
| 259037 - | 2002 TV244               | 7 ottobre 2002   | LINEAR                   |
| 259038 - | 2002 TK250               | 7 ottobre 2002   | LINEAR                   |
| 259039 - | 2002 TM254               | 9 ottobre 2002   | LONEOS                   |
| 259040 - | 2002 TQ256               | 9 ottobre 2002   | LINEAR                   |
| 259041 - | 2002 TR256               | 9 ottobre 2002   | LINEAR                   |
| 259042 - | 2002 TE278               | 10 ottobre 2002  | LINEAR                   |
| 259043 - | 2002 TG288               | 10 ottobre 2002  | LINEAR                   |
| 259044 - | 2002 TL292               | 10 ottobre 2002  | LINEAR                   |
| 259045 - | 2002 TE308               | 4 ottobre 2002   | Sloan Digital Sky Survey |
| 259046 - | 2002 TN314               | 4 ottobre 2002   | Sloan Digital Sky Survey |
| 259047 - | 2002 TE316               | 4 ottobre 2002   | Sloan Digital Sky Survey |
| 259048 - | 2002 TD317               | 5 ottobre 2002   | Sloan Digital Sky Survey |
| 259049 - | 2002 TX317               | 5 ottobre 2002   | Sloan Digital Sky Survey |
| 259050 - | 2002 TC340               | 5 ottobre 2002   | Sloan Digital Sky Survey |
| 259051 - | 2002 TS340               | 5 ottobre 2002   | Sloan Digital Sky Survey |
| 259052 - | 2002 TY363               | 10 ottobre 2002  | Sloan Digital Sky Survey |
| 259053 - | 2002 TE366               | 10 ottobre 2002  | Sloan Digital Sky Survey |
| 259054 - | 2002 TN373               | 9 ottobre 2002   | NEAT                     |
| 259055 - | 2002 TP374               | 11 ottobre 2002  | Sloan Digital Sky Survey |
| 259056 - | 2002 TM376               | 13 ottobre 2002  | NEAT                     |
| 259057 - | 2002 TP381               | 6 ottobre 2002   | NEAT                     |
| 259058 - | 2002 TG382               | 4 ottobre 2002   | Sloan Digital Sky Survey |
| 259059 - | 2002 UV2                 | 28 ottobre 2002  | LINEAR                   |
| 259060 - | 2002 UM3                 | 28 ottobre 2002  | LINEAR                   |
| 259061 - | 2002 US6                 | 28 ottobre 2002  | NEAT                     |
| 259062 - | 2002 UH9                 | 28 ottobre 2002  | NEAT                     |
| 259063 - | 2002 UF12                | 30 ottobre 2002  | LINEAR                   |
| 259064 - | 2002 UJ15                | 30 ottobre 2002  | NEAT                     |
| 259065 - | 2002 UX21                | 30 ottobre 2002  | NEAT                     |
| 259066 - | 2002 UX23                | 28 ottobre 2002  | NEAT                     |
| 259067 - | 2002 UC27                | 31 ottobre 2002  | LONEOS                   |
| 259068 - | 2002 UD35                | 31 ottobre 2002  | LINEAR                   |
| 259069 - | 2002 UJ41                | 31 ottobre 2002  | NEAT                     |
| 259070 - | 2002 UE52                | 29 ottobre 2002  | Sloan Digital Sky Survey |
| 259071 - | 2002 UC64                | 30 ottobre 2002  | Sloan Digital Sky Survey |
| 259072 - | 2002 UO68                | 30 ottobre 2002  | Sloan Digital Sky Survey |
| 259073 - | 2002 UQ73                | 31 ottobre 2002  | NEAT                     |
| 259074 - | 2002 VL9                 | 1 novembre 2002  | NEAT                     |
| 259075 - | 2002 VF10                | 1 novembre 2002  | NEAT                     |
| 259076 - | 2002 VA21                | 5 novembre 2002  | LINEAR                   |
| 259077 - | 2002 VC23                | 5 novembre 2002  | LINEAR                   |
| 259078 - | 2002 VN23                | 5 novembre 2002  | LINEAR                   |
| 259079 - | 2002 VQ25                | 5 novembre 2002  | LINEAR                   |
| 259080 - | 2002 VM26                | 5 novembre 2002  | LINEAR                   |
| 259081 - | 2002 VE29                | 5 novembre 2002  | LONEOS                   |
| 259082 - | 2002 VU30                | 5 novembre 2002  | LINEAR                   |
| 259083 - | 2002 VS31                | 5 novembre 2002  | LINEAR                   |
| 259084 - | 2002 VC35                | 5 novembre 2002  | LINEAR                   |
| 259085 - | 2002 VJ46                | 5 novembre 2002  | NEAT                     |
| 259086 - | 2002 VA55                | 6 novembre 2002  | LONEOS                   |
| 259087 - | 2002 VL64                | 6 novembre 2002  | NEAT                     |
| 259088 - | 2002 VG66                | 8 novembre 2002  | LINEAR                   |
| 259089 - | 2002 VZ67                | 7 novembre 2002  | Spacewatch               |
| 259090 - | 2002 VD97                | 12 novembre 2002 | LINEAR                   |
| 259091 - | 2002 VA99                | 13 novembre 2002 | LINEAR                   |
| 259092 - | 2002 VX102               | 12 novembre 2002 | LINEAR                   |
| 259093 - | 2002 VC104               | 12 novembre 2002 | LINEAR                   |
| 259094 - | 2002 VC111               | 13 novembre 2002 | NEAT                     |
| 259095 - | 2002 VJ115               | 11 novembre 2002 | LINEAR                   |
| 259096 - | 2002 VS116               | 13 novembre 2002 | NEAT                     |
| 259097 - | 2002 VQ123               | 14 novembre 2002 | NEAT                     |
| 259098 - | 2002 VW125               | 14 novembre 2002 | NEAT                     |
| 259099 - | 2002 VN142               | 5 novembre 2002  | NEAT                     |
| 259100 - | 2002 VO143               | 15 novembre 2002 | NEAT                     |

## 259101-259200
| Nome     | Designazione provvisoria | Data di scoperta | Scopritore               |
| -------- | ------------------------ | ---------------- | ------------------------ |
| 259101 - | 2002 WS                  | 20 novembre 2002 | LINEAR                   |
| 259102 - | 2002 WT5                 | 23 novembre 2002 | NEAT                     |
| 259103 - | 2002 WM6                 | 24 novembre 2002 | NEAT                     |
| 259104 - | 2002 WC7                 | 24 novembre 2002 | NEAT                     |
| 259105 - | 2002 WC10                | 24 novembre 2002 | NEAT                     |
| 259106 - | 2002 WJ10                | 24 novembre 2002 | NEAT                     |
| 259107 - | 2002 WN14                | 28 novembre 2002 | LONEOS                   |
| 259108 - | 2002 WQ14                | 28 novembre 2002 | LONEOS                   |
| 259109 - | 2002 WP18                | 30 novembre 2002 | LINEAR                   |
| 259110 - | 2002 WT18                | 25 novembre 2002 | Lulin                    |
| 259111 - | 2002 WF19                | 24 novembre 2002 | Hönig, S. F.             |
| 259112 - | 2002 XS3                 | 2 dicembre 2002  | LINEAR                   |
| 259113 - | 2002 XT3                 | 2 dicembre 2002  | LINEAR                   |
| 259114 - | 2002 XU6                 | 1 dicembre 2002  | NEAT                     |
| 259115 - | 2002 XT12                | 3 dicembre 2002  | NEAT                     |
| 259116 - | 2002 XN13                | 3 dicembre 2002  | NEAT                     |
| 259117 - | 2002 XT13                | 3 dicembre 2002  | NEAT                     |
| 259118 - | 2002 XB22                | 2 dicembre 2002  | NEAT                     |
| 259119 - | 2002 XV24                | 5 dicembre 2002  | LINEAR                   |
| 259120 - | 2002 XM26                | 3 dicembre 2002  | NEAT                     |
| 259121 - | 2002 XN26                | 3 dicembre 2002  | NEAT                     |
| 259122 - | 2002 XH29                | 5 dicembre 2002  | Spacewatch               |
| 259123 - | 2002 XH30                | 6 dicembre 2002  | LINEAR                   |
| 259124 - | 2002 XW31                | 6 dicembre 2002  | LINEAR                   |
| 259125 - | 2002 XC35                | 7 dicembre 2002  | Spacewatch               |
| 259126 - | 2002 XF37                | 7 dicembre 2002  | LINEAR                   |
| 259127 - | 2002 XK43                | 12 dicembre 2002 | NEAT                     |
| 259128 - | 2002 XH45                | 10 dicembre 2002 | LINEAR                   |
| 259129 - | 2002 XL46                | 7 dicembre 2002  | LINEAR                   |
| 259130 - | 2002 XN48                | 10 dicembre 2002 | LINEAR                   |
| 259131 - | 2002 XD49                | 10 dicembre 2002 | LINEAR                   |
| 259132 - | 2002 XT50                | 10 dicembre 2002 | NEAT                     |
| 259133 - | 2002 XR57                | 10 dicembre 2002 | NEAT                     |
| 259134 - | 2002 XK58                | 11 dicembre 2002 | LINEAR                   |
| 259135 - | 2002 XQ58                | 11 dicembre 2002 | LINEAR                   |
| 259136 - | 2002 XC68                | 11 dicembre 2002 | NEAT                     |
| 259137 - | 2002 XT68                | 11 dicembre 2002 | LINEAR                   |
| 259138 - | 2002 XF71                | 10 dicembre 2002 | LINEAR                   |
| 259139 - | 2002 XM71                | 10 dicembre 2002 | LINEAR                   |
| 259140 - | 2002 XP71                | 10 dicembre 2002 | NEAT                     |
| 259141 - | 2002 XQ76                | 11 dicembre 2002 | LINEAR                   |
| 259142 - | 2002 XB77                | 11 dicembre 2002 | LINEAR                   |
| 259143 - | 2002 XP79                | 11 dicembre 2002 | LINEAR                   |
| 259144 - | 2002 XW81                | 11 dicembre 2002 | LINEAR                   |
| 259145 - | 2002 XM82                | 12 dicembre 2002 | LINEAR                   |
| 259146 - | 2002 XF84                | 13 dicembre 2002 | LINEAR                   |
| 259147 - | 2002 XO84                | 14 dicembre 2002 | LINEAR                   |
| 259148 - | 2002 XP89                | 9 dicembre 2002  | Bickel, W.               |
| 259149 - | 2002 XC90                | 14 dicembre 2002 | LINEAR                   |
| 259150 - | 2002 XE98                | 5 dicembre 2002  | LINEAR                   |
| 259151 - | 2002 XZ102               | 5 dicembre 2002  | LINEAR                   |
| 259152 - | 2002 XY103               | 5 dicembre 2002  | LINEAR                   |
| 259153 - | 2002 XJ108               | 6 dicembre 2002  | LINEAR                   |
| 259154 - | 2002 XJ109               | 6 dicembre 2002  | LINEAR                   |
| 259155 - | 2002 XF115               | 8 dicembre 2002  | Bickel, W.               |
| 259156 - | 2002 XO115               | 7 dicembre 2002  | Sloan Digital Sky Survey |
| 259157 - | 2002 XT115               | 7 dicembre 2002  | Sloan Digital Sky Survey |
| 259158 - | 2002 XY115               | 14 dicembre 2002 | Sloan Digital Sky Survey |
| 259159 - | 2002 XA116               | 5 dicembre 2002  | NEAT                     |
| 259160 - | 2002 XJ118               | 7 dicembre 2002  | NEAT                     |
| 259161 - | 2002 YV4                 | 28 dicembre 2002 | LINEAR                   |
| 259162 - | 2002 YG6                 | 28 dicembre 2002 | Needville                |
| 259163 - | 2002 YP11                | 31 dicembre 2002 | LINEAR                   |
| 259164 - | 2002 YR15                | 31 dicembre 2002 | Spacewatch               |
| 259165 - | 2002 YD21                | 31 dicembre 2002 | LINEAR                   |
| 259166 - | 2002 YH22                | 31 dicembre 2002 | LINEAR                   |
| 259167 - | 2002 YW28                | 31 dicembre 2002 | LINEAR                   |
| 259168 - | 2002 YS34                | 31 dicembre 2002 | LINEAR                   |
| 259169 - | 2002 YY35                | 31 dicembre 2002 | LINEAR                   |
| 259170 - | 2002 YQ36                | 31 dicembre 2002 | LINEAR                   |
| 259171 - | 2003 AB                  | 1 gennaio 2003   | Zoltowski, F. B.         |
| 259172 - | 2003 AZ                  | 1 gennaio 2003   | LINEAR                   |
| 259173 - | 2003 AO1                 | 1 gennaio 2003   | LINEAR                   |
| 259174 - | 2003 AU2                 | 2 gennaio 2003   | LINEAR                   |
| 259175 - | 2003 AJ3                 | 1 gennaio 2003   | LINEAR                   |
| 259176 - | 2003 AS3                 | 2 gennaio 2003   | LINEAR                   |
| 259177 - | 2003 AO6                 | 1 gennaio 2003   | Spacewatch               |
| 259178 - | 2003 AB8                 | 3 gennaio 2003   | LINEAR                   |
| 259179 - | 2003 AJ9                 | 4 gennaio 2003   | LINEAR                   |
| 259180 - | 2003 AP10                | 1 gennaio 2003   | LINEAR                   |
| 259181 - | 2003 AO11                | 1 gennaio 2003   | LINEAR                   |
| 259182 - | 2003 AO13                | 1 gennaio 2003   | LINEAR                   |
| 259183 - | 2003 AK16                | 4 gennaio 2003   | Spacewatch               |
| 259184 - | 2003 AL17                | 5 gennaio 2003   | LINEAR                   |
| 259185 - | 2003 AW22                | 5 gennaio 2003   | LINEAR                   |
| 259186 - | 2003 AT26                | 4 gennaio 2003   | LINEAR                   |
| 259187 - | 2003 AZ27                | 4 gennaio 2003   | Spacewatch               |
| 259188 - | 2003 AM29                | 4 gennaio 2003   | LINEAR                   |
| 259189 - | 2003 AR29                | 4 gennaio 2003   | LINEAR                   |
| 259190 - | 2003 AY30                | 4 gennaio 2003   | Spacewatch               |
| 259191 - | 2003 AT31                | 5 gennaio 2003   | Spacewatch               |
| 259192 - | 2003 AN34                | 7 gennaio 2003   | LINEAR                   |
| 259193 - | 2003 AS35                | 7 gennaio 2003   | LINEAR                   |
| 259194 - | 2003 AT37                | 7 gennaio 2003   | LINEAR                   |
| 259195 - | 2003 AJ38                | 7 gennaio 2003   | LINEAR                   |
| 259196 - | 2003 AL38                | 7 gennaio 2003   | LINEAR                   |
| 259197 - | 2003 AA39                | 7 gennaio 2003   | LINEAR                   |
| 259198 - | 2003 AJ40                | 7 gennaio 2003   | LINEAR                   |
| 259199 - | 2003 AE46                | 5 gennaio 2003   | LINEAR                   |
| 259200 - | 2003 AN47                | 5 gennaio 2003   | LINEAR                   |

## 259201-259300
| Nome     | Designazione provvisoria | Data di scoperta | Scopritore      |
| -------- | ------------------------ | ---------------- | --------------- |
| 259201 - | 2003 AN48                | 5 gennaio 2003   | LINEAR          |
| 259202 - | 2003 AD50                | 5 gennaio 2003   | LINEAR          |
| 259203 - | 2003 AJ50                | 5 gennaio 2003   | LINEAR          |
| 259204 - | 2003 AL51                | 5 gennaio 2003   | LINEAR          |
| 259205 - | 2003 AT51                | 5 gennaio 2003   | LINEAR          |
| 259206 - | 2003 AV55                | 5 gennaio 2003   | LINEAR          |
| 259207 - | 2003 AU61                | 7 gennaio 2003   | LINEAR          |
| 259208 - | 2003 AP62                | 8 gennaio 2003   | LINEAR          |
| 259209 - | 2003 AA77                | 10 gennaio 2003  | LINEAR          |
| 259210 - | 2003 AG79                | 11 gennaio 2003  | LINEAR          |
| 259211 - | 2003 AP80                | 11 gennaio 2003  | LINEAR          |
| 259212 - | 2003 AZ80                | 13 gennaio 2003  | Stevens, B. L.  |
| 259213 - | 2003 BD                  | 17 gennaio 2003  | NEAT            |
| 259214 - | 2003 BQ                  | 24 gennaio 2003  | NEAT            |
| 259215 - | 2003 BL13                | 26 gennaio 2003  | NEAT            |
| 259216 - | 2003 BO14                | 26 gennaio 2003  | NEAT            |
| 259217 - | 2003 BK16                | 26 gennaio 2003  | NEAT            |
| 259218 - | 2003 BK17                | 26 gennaio 2003  | NEAT            |
| 259219 - | 2003 BB18                | 27 gennaio 2003  | LINEAR          |
| 259220 - | 2003 BA19                | 27 gennaio 2003  | LONEOS          |
| 259221 - | 2003 BA21                | 27 gennaio 2003  | LINEAR          |
| 259222 - | 2003 BY22                | 25 gennaio 2003  | NEAT            |
| 259223 - | 2003 BQ23                | 25 gennaio 2003  | NEAT            |
| 259224 - | 2003 BJ24                | 25 gennaio 2003  | NEAT            |
| 259225 - | 2003 BK26                | 26 gennaio 2003  | NEAT            |
| 259226 - | 2003 BB27                | 26 gennaio 2003  | LONEOS          |
| 259227 - | 2003 BO27                | 26 gennaio 2003  | LONEOS          |
| 259228 - | 2003 BP28                | 26 gennaio 2003  | NEAT            |
| 259229 - | 2003 BR29                | 27 gennaio 2003  | LINEAR          |
| 259230 - | 2003 BS36                | 27 gennaio 2003  | LINEAR          |
| 259231 - | 2003 BM38                | 27 gennaio 2003  | LONEOS          |
| 259232 - | 2003 BM44                | 27 gennaio 2003  | LINEAR          |
| 259233 - | 2003 BA45                | 27 gennaio 2003  | NEAT            |
| 259234 - | 2003 BH51                | 27 gennaio 2003  | LINEAR          |
| 259235 - | 2003 BR51                | 27 gennaio 2003  | LINEAR          |
| 259236 - | 2003 BR52                | 27 gennaio 2003  | LINEAR          |
| 259237 - | 2003 BU53                | 27 gennaio 2003  | LONEOS          |
| 259238 - | 2003 BX53                | 27 gennaio 2003  | LINEAR          |
| 259239 - | 2003 BT57                | 27 gennaio 2003  | LINEAR          |
| 259240 - | 2003 BG63                | 28 gennaio 2003  | LINEAR          |
| 259241 - | 2003 BG64                | 29 gennaio 2003  | NEAT            |
| 259242 - | 2003 BE67                | 30 gennaio 2003  | NEAT            |
| 259243 - | 2003 BF67                | 30 gennaio 2003  | NEAT            |
| 259244 - | 2003 BJ67                | 30 gennaio 2003  | NEAT            |
| 259245 - | 2003 BX71                | 28 gennaio 2003  | LINEAR          |
| 259246 - | 2003 BS74                | 29 gennaio 2003  | NEAT            |
| 259247 - | 2003 BS76                | 29 gennaio 2003  | NEAT            |
| 259248 - | 2003 BB78                | 30 gennaio 2003  | NEAT            |
| 259249 - | 2003 BD85                | 31 gennaio 2003  | LINEAR          |
| 259250 - | 2003 BQ87                | 27 gennaio 2003  | LONEOS          |
| 259251 - | 2003 BK93                | 29 gennaio 2003  | NEAT            |
| 259252 - | 2003 BW93                | 16 gennaio 2003  | NEAT            |
| 259253 - | 2003 CY                  | 1 febbraio 2003  | LINEAR          |
| 259254 - | 2003 CD2                 | 1 febbraio 2003  | LONEOS          |
| 259255 - | 2003 CF3                 | 2 febbraio 2003  | NEAT            |
| 259256 - | 2003 CD4                 | 1 febbraio 2003  | LINEAR          |
| 259257 - | 2003 CN5                 | 1 febbraio 2003  | LINEAR          |
| 259258 - | 2003 CG6                 | 1 febbraio 2003  | LINEAR          |
| 259259 - | 2003 CU6                 | 1 febbraio 2003  | LINEAR          |
| 259260 - | 2003 CS9                 | 2 febbraio 2003  | LINEAR          |
| 259261 - | 2003 CZ9                 | 2 febbraio 2003  | LINEAR          |
| 259262 - | 2003 CZ10                | 3 febbraio 2003  | NEAT            |
| 259263 - | 2003 CC12                | 2 febbraio 2003  | NEAT            |
| 259264 - | 2003 CQ12                | 2 febbraio 2003  | NEAT            |
| 259265 - | 2003 CN13                | 4 febbraio 2003  | LONEOS          |
| 259266 - | 2003 CS13                | 4 febbraio 2003  | LONEOS          |
| 259267 - | 2003 CT15                | 6 febbraio 2003  | NEAT            |
| 259268 - | 2003 CL16                | 7 febbraio 2003  | Yeung, W. K. Y. |
| 259269 - | 2003 CE19                | 10 febbraio 2003 | LINEAR          |
| 259270 - | 2003 CF20                | 8 febbraio 2003  | LINEAR          |
| 259271 - | 2003 CC25                | 11 febbraio 2003 | LINEAR          |
| 259272 - | 2003 CE25                | 1 febbraio 2003  | NEAT            |
| 259273 - | 2003 DW2                 | 22 febbraio 2003 | Spacewatch      |
| 259274 - | 2003 DT4                 | 22 febbraio 2003 | Essen           |
| 259275 - | 2003 DK10                | 24 febbraio 2003 | NEAT            |
| 259276 - | 2003 DN15                | 26 febbraio 2003 | NEAT            |
| 259277 - | 2003 DX17                | 19 febbraio 2003 | NEAT            |
| 259278 - | 2003 DV19                | 22 febbraio 2003 | NEAT            |
| 259279 - | 2003 DQ24                | 23 febbraio 2003 | LONEOS          |
| 259280 - | 2003 DX24                | 21 febbraio 2003 | NEAT            |
| 259281 - | 2003 EL                  | 2 marzo 2003     | LINEAR          |
| 259282 - | 2003 EV2                 | 5 marzo 2003     | LINEAR          |
| 259283 - | 2003 EP5                 | 5 marzo 2003     | LINEAR          |
| 259284 - | 2003 ER6                 | 6 marzo 2003     | LONEOS          |
| 259285 - | 2003 EV18                | 6 marzo 2003     | LONEOS          |
| 259286 - | 2003 EJ20                | 6 marzo 2003     | LONEOS          |
| 259287 - | 2003 ED21                | 6 marzo 2003     | LONEOS          |
| 259288 - | 2003 EW24                | 6 marzo 2003     | LINEAR          |
| 259289 - | 2003 ED31                | 6 marzo 2003     | NEAT            |
| 259290 - | 2003 EP31                | 7 marzo 2003     | LINEAR          |
| 259291 - | 2003 ET35                | 7 marzo 2003     | LONEOS          |
| 259292 - | 2003 EY37                | 8 marzo 2003     | LONEOS          |
| 259293 - | 2003 EB38                | 8 marzo 2003     | LONEOS          |
| 259294 - | 2003 EB39                | 8 marzo 2003     | Spacewatch      |
| 259295 - | 2003 EU39                | 8 marzo 2003     | LINEAR          |
| 259296 - | 2003 EL41                | 9 marzo 2003     | LINEAR          |
| 259297 - | 2003 EF45                | 7 marzo 2003     | LINEAR          |
| 259298 - | 2003 ED49                | 10 marzo 2003    | LINEAR          |
| 259299 - | 2003 EQ51                | 9 marzo 2003     | LINEAR          |
| 259300 - | 2003 EE57                | 9 marzo 2003     | LONEOS          |

## 259301-259400
| Nome          | Designazione provvisoria | Data di scoperta | Scopritore           |
| ------------- | ------------------------ | ---------------- | -------------------- |
| 259301 -      | 2003 ED58                | 9 marzo 2003     | NEAT                 |
| 259302 -      | 2003 EH58                | 12 marzo 2003    | LINEAR               |
| 259303 -      | 2003 EM58                | 12 marzo 2003    | NEAT                 |
| 259304 -      | 2003 EQ58                | 10 marzo 2003    | LONEOS               |
| 259305 -      | 2003 EG62                | 3 marzo 2003     | LINEAR               |
| 259306 -      | 2003 EA63                | 8 marzo 2003     | Spacewatch           |
| 259307 -      | 2003 EF63                | 6 marzo 2003     | LONEOS               |
| 259308 -      | 2003 FY1                 | 23 marzo 2003    | Tichá, J., Tichý, M. |
| 259309 -      | 2003 FB2                 | 23 marzo 2003    | Tichá, J., Tichý, M. |
| 259310 -      | 2003 FG8                 | 21 marzo 2003    | Bickel, W.           |
| 259311 -      | 2003 FL20                | 23 marzo 2003    | NEAT                 |
| 259312 -      | 2003 FH29                | 25 marzo 2003    | NEAT                 |
| 259313 -      | 2003 FX30                | 31 marzo 2003    | LONEOS               |
| 259314 -      | 2003 FB36                | 23 marzo 2003    | Spacewatch           |
| 259315 -      | 2003 FU37                | 23 marzo 2003    | Spacewatch           |
| 259316 -      | 2003 FJ38                | 23 marzo 2003    | Spacewatch           |
| 259317 -      | 2003 FA40                | 24 marzo 2003    | Spacewatch           |
| 259318 -      | 2003 FW47                | 24 marzo 2003    | Spacewatch           |
| 259319 -      | 2003 FL61                | 26 marzo 2003    | NEAT                 |
| 259320 -      | 2003 FW62                | 26 marzo 2003    | NEAT                 |
| 259321 -      | 2003 FM65                | 26 marzo 2003    | NEAT                 |
| 259322 -      | 2003 FJ66                | 26 marzo 2003    | NEAT                 |
| 259323 -      | 2003 FN68                | 26 marzo 2003    | NEAT                 |
| 259324 -      | 2003 FV71                | 26 marzo 2003    | NEAT                 |
| 259325 -      | 2003 FB72                | 26 marzo 2003    | NEAT                 |
| 259326 -      | 2003 FY74                | 26 marzo 2003    | NEAT                 |
| 259327 -      | 2003 FD91                | 29 marzo 2003    | LONEOS               |
| 259328 -      | 2003 FG94                | 29 marzo 2003    | LONEOS               |
| 259329 -      | 2003 FT94                | 29 marzo 2003    | LONEOS               |
| 259330 -      | 2003 FE95                | 30 marzo 2003    | LONEOS               |
| 259331 -      | 2003 FY97                | 30 marzo 2003    | Spacewatch           |
| 259332 -      | 2003 FH108               | 30 marzo 2003    | NEAT                 |
| 259333 -      | 2003 FC111               | 31 marzo 2003    | LINEAR               |
| 259334 -      | 2003 FD111               | 31 marzo 2003    | LINEAR               |
| 259335 -      | 2003 FV116               | 24 marzo 2003    | Spacewatch           |
| 259336 -      | 2003 FU118               | 26 marzo 2003    | LONEOS               |
| 259337 -      | 2003 FK120               | 23 marzo 2003    | Spacewatch           |
| 259338 -      | 2003 FY121               | 27 marzo 2003    | NEAT                 |
| 259339 -      | 2003 FD130               | 24 marzo 2003    | Spacewatch           |
| 259340 -      | 2003 FK130               | 31 marzo 2003    | Spacewatch           |
| 259341 -      | 2003 FB132               | 31 marzo 2003    | Spacewatch           |
| 259342 -      | 2003 FB133               | 24 marzo 2003    | Spacewatch           |
| 259343 -      | 2003 FK133               | 27 marzo 2003    | Spacewatch           |
| 259344 Paré   | 2003 GQ                  | 2 aprile 2003    | Christophe, B.       |
| 259345 -      | 2003 GJ14                | 1 aprile 2003    | LINEAR               |
| 259346 -      | 2003 GO22                | 4 aprile 2003    | NEAT                 |
| 259347 -      | 2003 GD24                | 5 aprile 2003    | Spacewatch           |
| 259348 -      | 2003 GN24                | 7 aprile 2003    | Spacewatch           |
| 259349 -      | 2003 GB26                | 4 aprile 2003    | Spacewatch           |
| 259350 -      | 2003 GD27                | 6 aprile 2003    | Spacewatch           |
| 259351 -      | 2003 GZ31                | 8 aprile 2003    | LINEAR               |
| 259352 -      | 2003 GG34                | 5 aprile 2003    | LONEOS               |
| 259353 -      | 2003 GT41                | 9 aprile 2003    | Spacewatch           |
| 259354 -      | 2003 GQ44                | 9 aprile 2003    | NEAT                 |
| 259355 -      | 2003 GQ45                | 8 aprile 2003    | NEAT                 |
| 259356 -      | 2003 GT45                | 8 aprile 2003    | NEAT                 |
| 259357 -      | 2003 GH46                | 8 aprile 2003    | NEAT                 |
| 259358 -      | 2003 GP50                | 6 aprile 2003    | LONEOS               |
| 259359 -      | 2003 GQ51                | 10 aprile 2003   | LINEAR               |
| 259360 -      | 2003 GA57                | 5 aprile 2003    | Spacewatch           |
| 259361 -      | 2003 GJ57                | 11 aprile 2003   | Spacewatch           |
| 259362 -      | 2003 HH2                 | 25 aprile 2003   | LINEAR               |
| 259363 -      | 2003 HJ2                 | 25 aprile 2003   | LINEAR               |
| 259364 -      | 2003 HU3                 | 24 aprile 2003   | LONEOS               |
| 259365 -      | 2003 HE10                | 25 aprile 2003   | Spacewatch           |
| 259366 -      | 2003 HL11                | 23 aprile 2003   | CINEOS               |
| 259367 -      | 2003 HP11                | 24 aprile 2003   | LONEOS               |
| 259368 -      | 2003 HZ11                | 25 aprile 2003   | LONEOS               |
| 259369 -      | 2003 HM13                | 24 aprile 2003   | Spacewatch           |
| 259370 -      | 2003 HQ14                | 26 aprile 2003   | NEAT                 |
| 259371 -      | 2003 HK16                | 24 aprile 2003   | LINEAR               |
| 259372 -      | 2003 HR17                | 25 aprile 2003   | Spacewatch           |
| 259373 -      | 2003 HA25                | 25 aprile 2003   | Spacewatch           |
| 259374 -      | 2003 HQ26                | 27 aprile 2003   | LINEAR               |
| 259375 -      | 2003 HT26                | 27 aprile 2003   | LONEOS               |
| 259376 -      | 2003 HG27                | 27 aprile 2003   | LONEOS               |
| 259377 -      | 2003 HQ38                | 29 aprile 2003   | NEAT                 |
| 259378 -      | 2003 HF49                | 30 aprile 2003   | NEAT                 |
| 259379 -      | 2003 HS50                | 28 aprile 2003   | LINEAR               |
| 259380 -      | 2003 HE51                | 29 aprile 2003   | Spacewatch           |
| 259381 -      | 2003 HL53                | 30 aprile 2003   | Kessel, J. W.        |
| 259382 -      | 2003 HA55                | 25 aprile 2003   | Spacewatch           |
| 259383 -      | 2003 JH8                 | 2 maggio 2003    | LINEAR               |
| 259384 -      | 2003 JX10                | 4 maggio 2003    | Tichá, J., Tichý, M. |
| 259385 -      | 2003 KC5                 | 22 maggio 2003   | Spacewatch           |
| 259386 -      | 2003 KJ7                 | 23 maggio 2003   | Spacewatch           |
| 259387 Atauta | 2003 KT13                | 25 maggio 2003   | Sota, A.             |
| 259388 -      | 2003 LL                  | 1 giugno 2003    | Spacewatch           |
| 259389 -      | 2003 MX8                 | 28 giugno 2003   | LINEAR               |
| 259390 -      | 2003 NG7                 | 7 luglio 2003    | Broughton, J.        |
| 259391 -      | 2003 OY1                 | 22 luglio 2003   | NEAT                 |
| 259392 -      | 2003 OY6                 | 23 luglio 2003   | NEAT                 |
| 259393 -      | 2003 OA7                 | 23 luglio 2003   | NEAT                 |
| 259394 -      | 2003 OK11                | 20 luglio 2003   | NEAT                 |
| 259395 -      | 2003 PD2                 | 2 agosto 2003    | NEAT                 |
| 259396 -      | 2003 QH                  | 18 agosto 2003   | CINEOS               |
| 259397 -      | 2003 QF2                 | 20 agosto 2003   | LINEAR               |
| 259398 -      | 2003 QT2                 | 19 agosto 2003   | CINEOS               |
| 259399 -      | 2003 QG5                 | 20 agosto 2003   | CINEOS               |
| 259400 -      | 2003 QZ5                 | 19 agosto 2003   | CINEOS               |

## 259401-259500
| Nome     | Designazione provvisoria | Data di scoperta  | Scopritore           |
| -------- | ------------------------ | ----------------- | -------------------- |
| 259401 - | 2003 QZ8                 | 20 agosto 2003    | CINEOS               |
| 259402 - | 2003 QU22                | 20 agosto 2003    | NEAT                 |
| 259403 - | 2003 QL24                | 21 agosto 2003    | CINEOS               |
| 259404 - | 2003 QG26                | 22 agosto 2003    | NEAT                 |
| 259405 - | 2003 QQ46                | 24 agosto 2003    | Crni Vrh             |
| 259406 - | 2003 QE50                | 22 agosto 2003    | NEAT                 |
| 259407 - | 2003 QJ51                | 22 agosto 2003    | NEAT                 |
| 259408 - | 2003 QG54                | 23 agosto 2003    | LINEAR               |
| 259409 - | 2003 QF65                | 23 agosto 2003    | NEAT                 |
| 259410 - | 2003 QJ65                | 23 agosto 2003    | NEAT                 |
| 259411 - | 2003 QE70                | 23 agosto 2003    | NEAT                 |
| 259412 - | 2003 QB72                | 26 agosto 2003    | LINEAR               |
| 259413 - | 2003 QX72                | 24 agosto 2003    | LINEAR               |
| 259414 - | 2003 QW73                | 26 agosto 2003    | Mikuž, H.            |
| 259415 - | 2003 QB76                | 24 agosto 2003    | LINEAR               |
| 259416 - | 2003 QK77                | 24 agosto 2003    | LINEAR               |
| 259417 - | 2003 QV86                | 25 agosto 2003    | LINEAR               |
| 259418 - | 2003 QX101               | 29 agosto 2003    | NEAT                 |
| 259419 - | 2003 QN102               | 31 agosto 2003    | Spacewatch           |
| 259420 - | 2003 QJ105               | 31 agosto 2003    | NEAT                 |
| 259421 - | 2003 QU105               | 30 agosto 2003    | Spacewatch           |
| 259422 - | 2003 RE3                 | 1 settembre 2003  | LINEAR               |
| 259423 - | 2003 RD7                 | 4 settembre 2003  | LINEAR               |
| 259424 - | 2003 RP17                | 14 settembre 2003 | NEAT                 |
| 259425 - | 2003 RZ20                | 15 settembre 2003 | LONEOS               |
| 259426 - | 2003 SK                  | 16 settembre 2003 | NEAT                 |
| 259427 - | 2003 SN                  | 16 settembre 2003 | Spacewatch           |
| 259428 - | 2003 SP4                 | 16 settembre 2003 | NEAT                 |
| 259429 - | 2003 SA5                 | 16 settembre 2003 | Spacewatch           |
| 259430 - | 2003 SN6                 | 17 settembre 2003 | NEAT                 |
| 259431 - | 2003 SW10                | 17 settembre 2003 | Spacewatch           |
| 259432 - | 2003 SA11                | 17 settembre 2003 | Spacewatch           |
| 259433 - | 2003 SE17                | 18 settembre 2003 | CINEOS               |
| 259434 - | 2003 ST22                | 16 settembre 2003 | Spacewatch           |
| 259435 - | 2003 SQ23                | 17 settembre 2003 | Spacewatch           |
| 259436 - | 2003 SO28                | 18 settembre 2003 | NEAT                 |
| 259437 - | 2003 SY28                | 18 settembre 2003 | NEAT                 |
| 259438 - | 2003 SJ30                | 18 settembre 2003 | NEAT                 |
| 259439 - | 2003 SM30                | 18 settembre 2003 | Spacewatch           |
| 259440 - | 2003 SM33                | 16 settembre 2003 | LONEOS               |
| 259441 - | 2003 SH37                | 16 settembre 2003 | NEAT                 |
| 259442 - | 2003 SL39                | 16 settembre 2003 | NEAT                 |
| 259443 - | 2003 SZ41                | 17 settembre 2003 | NEAT                 |
| 259444 - | 2003 SH43                | 16 settembre 2003 | LONEOS               |
| 259445 - | 2003 SS49                | 18 settembre 2003 | NEAT                 |
| 259446 - | 2003 SD51                | 18 settembre 2003 | NEAT                 |
| 259447 - | 2003 SU51                | 18 settembre 2003 | NEAT                 |
| 259448 - | 2003 SQ54                | 16 settembre 2003 | LONEOS               |
| 259449 - | 2003 SF58                | 17 settembre 2003 | LONEOS               |
| 259450 - | 2003 SK68                | 17 settembre 2003 | Spacewatch           |
| 259451 - | 2003 SP68                | 17 settembre 2003 | Spacewatch           |
| 259452 - | 2003 SQ70                | 17 settembre 2003 | NEAT                 |
| 259453 - | 2003 SD73                | 18 settembre 2003 | Spacewatch           |
| 259454 - | 2003 ST77                | 19 settembre 2003 | Spacewatch           |
| 259455 - | 2003 SU82                | 18 settembre 2003 | Spacewatch           |
| 259456 - | 2003 SH88                | 18 settembre 2003 | CINEOS               |
| 259457 - | 2003 SY88                | 18 settembre 2003 | LONEOS               |
| 259458 - | 2003 SJ90                | 18 settembre 2003 | LINEAR               |
| 259459 - | 2003 SY95                | 19 settembre 2003 | NEAT                 |
| 259460 - | 2003 SZ100               | 20 settembre 2003 | LINEAR               |
| 259461 - | 2003 SN101               | 20 settembre 2003 | NEAT                 |
| 259462 - | 2003 SB104               | 20 settembre 2003 | LINEAR               |
| 259463 - | 2003 SS107               | 20 settembre 2003 | NEAT                 |
| 259464 - | 2003 SN117               | 16 settembre 2003 | Spacewatch           |
| 259465 - | 2003 SM123               | 18 settembre 2003 | NEAT                 |
| 259466 - | 2003 SP123               | 18 settembre 2003 | NEAT                 |
| 259467 - | 2003 SD142               | 20 settembre 2003 | LINEAR               |
| 259468 - | 2003 SW143               | 21 settembre 2003 | LINEAR               |
| 259469 - | 2003 SQ145               | 20 settembre 2003 | LINEAR               |
| 259470 - | 2003 SD151               | 17 settembre 2003 | LINEAR               |
| 259471 - | 2003 SD154               | 19 settembre 2003 | LONEOS               |
| 259472 - | 2003 SA168               | 23 settembre 2003 | NEAT                 |
| 259473 - | 2003 SS169               | 23 settembre 2003 | NEAT                 |
| 259474 - | 2003 SX169               | 23 settembre 2003 | NEAT                 |
| 259475 - | 2003 SR173               | 18 settembre 2003 | NEAT                 |
| 259476 - | 2003 SW179               | 19 settembre 2003 | LINEAR               |
| 259477 - | 2003 SM184               | 21 settembre 2003 | Spacewatch           |
| 259478 - | 2003 SU186               | 22 settembre 2003 | LONEOS               |
| 259479 - | 2003 SZ198               | 21 settembre 2003 | LONEOS               |
| 259480 - | 2003 SN200               | 25 settembre 2003 | Mikuž, H.            |
| 259481 - | 2003 SY200               | 25 settembre 2003 | Tichá, J., Tichý, M. |
| 259482 - | 2003 SU202               | 22 settembre 2003 | LONEOS               |
| 259483 - | 2003 SZ210               | 23 settembre 2003 | NEAT                 |
| 259484 - | 2003 SF212               | 25 settembre 2003 | NEAT                 |
| 259485 - | 2003 SS215               | 24 settembre 2003 | NEAT                 |
| 259486 - | 2003 SH220               | 27 settembre 2003 | Yeung, W. K. Y.      |
| 259487 - | 2003 SZ221               | 26 settembre 2003 | LINEAR               |
| 259488 - | 2003 SK224               | 25 settembre 2003 | Bickel, W.           |
| 259489 - | 2003 ST227               | 27 settembre 2003 | LINEAR               |
| 259490 - | 2003 SW228               | 26 settembre 2003 | LINEAR               |
| 259491 - | 2003 SD229               | 27 settembre 2003 | Spacewatch           |
| 259492 - | 2003 SE230               | 24 settembre 2003 | NEAT                 |
| 259493 - | 2003 SE233               | 25 settembre 2003 | NEAT                 |
| 259494 - | 2003 SQ237               | 26 settembre 2003 | LINEAR               |
| 259495 - | 2003 SJ247               | 26 settembre 2003 | LINEAR               |
| 259496 - | 2003 ST250               | 26 settembre 2003 | LINEAR               |
| 259497 - | 2003 SV252               | 27 settembre 2003 | LINEAR               |
| 259498 - | 2003 SB257               | 28 settembre 2003 | Spacewatch           |
| 259499 - | 2003 SR258               | 28 settembre 2003 | Spacewatch           |
| 259500 - | 2003 SS262               | 28 settembre 2003 | LINEAR               |

## 259501-259600
| Nome     | Designazione provvisoria | Data di scoperta  | Scopritore               |
| -------- | ------------------------ | ----------------- | ------------------------ |
| 259501 - | 2003 SP277               | 30 settembre 2003 | LINEAR                   |
| 259502 - | 2003 SL284               | 20 settembre 2003 | LINEAR                   |
| 259503 - | 2003 SG286               | 21 settembre 2003 | NEAT                     |
| 259504 - | 2003 SD290               | 28 settembre 2003 | LONEOS                   |
| 259505 - | 2003 SB300               | 17 settembre 2003 | NEAT                     |
| 259506 - | 2003 SC301               | 17 settembre 2003 | NEAT                     |
| 259507 - | 2003 SL308               | 29 settembre 2003 | LONEOS                   |
| 259508 - | 2003 SF324               | 17 settembre 2003 | Spacewatch               |
| 259509 - | 2003 SL331               | 26 settembre 2003 | Sloan Digital Sky Survey |
| 259510 - | 2003 SB332               | 27 settembre 2003 | Sloan Digital Sky Survey |
| 259511 - | 2003 SU333               | 26 settembre 2003 | Sloan Digital Sky Survey |
| 259512 - | 2003 SD336               | 26 settembre 2003 | Sloan Digital Sky Survey |
| 259513 - | 2003 SC339               | 26 settembre 2003 | Sloan Digital Sky Survey |
| 259514 - | 2003 SK401               | 26 settembre 2003 | Sloan Digital Sky Survey |
| 259515 - | 2003 SM404               | 27 settembre 2003 | Sloan Digital Sky Survey |
| 259516 - | 2003 SL431               | 26 settembre 2003 | Sloan Digital Sky Survey |
| 259517 - | 2003 TM13                | 14 ottobre 2003   | LONEOS                   |
| 259518 - | 2003 TV14                | 14 ottobre 2003   | LONEOS                   |
| 259519 - | 2003 TA17                | 14 ottobre 2003   | LONEOS                   |
| 259520 - | 2003 TN28                | 1 ottobre 2003    | Spacewatch               |
| 259521 - | 2003 TV43                | 2 ottobre 2003    | Spacewatch               |
| 259522 - | 2003 TM49                | 3 ottobre 2003    | Spacewatch               |
| 259523 - | 2003 UA24                | 23 ottobre 2003   | Junk Bond                |
| 259524 - | 2003 UQ29                | 21 ottobre 2003   | Fountain Hills           |
| 259525 - | 2003 UH35                | 16 ottobre 2003   | Spacewatch               |
| 259526 - | 2003 UL40                | 16 ottobre 2003   | Spacewatch               |
| 259527 - | 2003 UH41                | 16 ottobre 2003   | NEAT                     |
| 259528 - | 2003 UV42                | 17 ottobre 2003   | Spacewatch               |
| 259529 - | 2003 US47                | 25 ottobre 2003   | Spacewatch               |
| 259530 - | 2003 UF51                | 18 ottobre 2003   | NEAT                     |
| 259531 - | 2003 UL53                | 18 ottobre 2003   | NEAT                     |
| 259532 - | 2003 UK61                | 16 ottobre 2003   | LONEOS                   |
| 259533 - | 2003 UY61                | 16 ottobre 2003   | LONEOS                   |
| 259534 - | 2003 UL62                | 16 ottobre 2003   | LONEOS                   |
| 259535 - | 2003 UW62                | 16 ottobre 2003   | NEAT                     |
| 259536 - | 2003 UV63                | 16 ottobre 2003   | LONEOS                   |
| 259537 - | 2003 UT74                | 17 ottobre 2003   | Spacewatch               |
| 259538 - | 2003 UV78                | 18 ottobre 2003   | Spacewatch               |
| 259539 - | 2003 UL79                | 19 ottobre 2003   | LONEOS                   |
| 259540 - | 2003 UR79                | 19 ottobre 2003   | Spacewatch               |
| 259541 - | 2003 UW83                | 18 ottobre 2003   | NEAT                     |
| 259542 - | 2003 UW86                | 18 ottobre 2003   | NEAT                     |
| 259543 - | 2003 US95                | 18 ottobre 2003   | Spacewatch               |
| 259544 - | 2003 UN98                | 19 ottobre 2003   | LONEOS                   |
| 259545 - | 2003 UQ98                | 19 ottobre 2003   | LONEOS                   |
| 259546 - | 2003 UX101               | 20 ottobre 2003   | LINEAR                   |
| 259547 - | 2003 UW109               | 19 ottobre 2003   | Spacewatch               |
| 259548 - | 2003 UZ121               | 19 ottobre 2003   | LINEAR                   |
| 259549 - | 2003 UL125               | 20 ottobre 2003   | LINEAR                   |
| 259550 - | 2003 UZ127               | 21 ottobre 2003   | Spacewatch               |
| 259551 - | 2003 UF135               | 21 ottobre 2003   | LONEOS                   |
| 259552 - | 2003 UR139               | 16 ottobre 2003   | LONEOS                   |
| 259553 - | 2003 UO144               | 18 ottobre 2003   | LONEOS                   |
| 259554 - | 2003 UE145               | 18 ottobre 2003   | LONEOS                   |
| 259555 - | 2003 UL147               | 18 ottobre 2003   | LONEOS                   |
| 259556 - | 2003 UN148               | 19 ottobre 2003   | LONEOS                   |
| 259557 - | 2003 UF153               | 21 ottobre 2003   | NEAT                     |
| 259558 - | 2003 UV155               | 20 ottobre 2003   | Spacewatch               |
| 259559 - | 2003 UD158               | 20 ottobre 2003   | Spacewatch               |
| 259560 - | 2003 UH158               | 20 ottobre 2003   | NEAT                     |
| 259561 - | 2003 UG162               | 21 ottobre 2003   | LINEAR                   |
| 259562 - | 2003 UZ162               | 21 ottobre 2003   | LINEAR                   |
| 259563 - | 2003 UD165               | 21 ottobre 2003   | NEAT                     |
| 259564 - | 2003 UX165               | 21 ottobre 2003   | Spacewatch               |
| 259565 - | 2003 UF167               | 22 ottobre 2003   | LINEAR                   |
| 259566 - | 2003 UO170               | 22 ottobre 2003   | Spacewatch               |
| 259567 - | 2003 UJ173               | 20 ottobre 2003   | NEAT                     |
| 259568 - | 2003 UH177               | 21 ottobre 2003   | NEAT                     |
| 259569 - | 2003 UC180               | 21 ottobre 2003   | LINEAR                   |
| 259570 - | 2003 UC181               | 21 ottobre 2003   | LINEAR                   |
| 259571 - | 2003 UW184               | 21 ottobre 2003   | Spacewatch               |
| 259572 - | 2003 UA185               | 21 ottobre 2003   | NEAT                     |
| 259573 - | 2003 UA186               | 22 ottobre 2003   | LINEAR                   |
| 259574 - | 2003 UT186               | 22 ottobre 2003   | Spacewatch               |
| 259575 - | 2003 UF187               | 22 ottobre 2003   | NEAT                     |
| 259576 - | 2003 UQ188               | 22 ottobre 2003   | Spacewatch               |
| 259577 - | 2003 UK193               | 20 ottobre 2003   | Spacewatch               |
| 259578 - | 2003 UO197               | 21 ottobre 2003   | LONEOS                   |
| 259579 - | 2003 UH202               | 21 ottobre 2003   | LINEAR                   |
| 259580 - | 2003 UQ208               | 22 ottobre 2003   | Spacewatch               |
| 259581 - | 2003 UF211               | 23 ottobre 2003   | Spacewatch               |
| 259582 - | 2003 UH214               | 24 ottobre 2003   | LINEAR                   |
| 259583 - | 2003 UT217               | 21 ottobre 2003   | LINEAR                   |
| 259584 - | 2003 UH218               | 21 ottobre 2003   | LINEAR                   |
| 259585 - | 2003 UG220               | 21 ottobre 2003   | Spacewatch               |
| 259586 - | 2003 UM220               | 21 ottobre 2003   | Spacewatch               |
| 259587 - | 2003 UX229               | 23 ottobre 2003   | LONEOS                   |
| 259588 - | 2003 UF232               | 24 ottobre 2003   | Spacewatch               |
| 259589 - | 2003 UV235               | 22 ottobre 2003   | Spacewatch               |
| 259590 - | 2003 UA238               | 23 ottobre 2003   | NEAT                     |
| 259591 - | 2003 UV244               | 24 ottobre 2003   | Spacewatch               |
| 259592 - | 2003 UX244               | 24 ottobre 2003   | Spacewatch               |
| 259593 - | 2003 UZ244               | 24 ottobre 2003   | Spacewatch               |
| 259594 - | 2003 UM248               | 25 ottobre 2003   | Spacewatch               |
| 259595 - | 2003 UX250               | 25 ottobre 2003   | LINEAR                   |
| 259596 - | 2003 UZ259               | 25 ottobre 2003   | Spacewatch               |
| 259597 - | 2003 UQ268               | 28 ottobre 2003   | LINEAR                   |
| 259598 - | 2003 UE270               | 23 ottobre 2003   | Bickel, W.               |
| 259599 - | 2003 UO272               | 29 ottobre 2003   | LINEAR                   |
| 259600 - | 2003 UU272               | 29 ottobre 2003   | LINEAR                   |

## 259601-259700
| Nome     | Designazione provvisoria | Data di scoperta | Scopritore               |
| -------- | ------------------------ | ---------------- | ------------------------ |
| 259601 - | 2003 UF274               | 30 ottobre 2003  | LINEAR                   |
| 259602 - | 2003 UO274               | 30 ottobre 2003  | LINEAR                   |
| 259603 - | 2003 UZ276               | 30 ottobre 2003  | LINEAR                   |
| 259604 - | 2003 UW279               | 27 ottobre 2003  | Spacewatch               |
| 259605 - | 2003 UK280               | 27 ottobre 2003  | LINEAR                   |
| 259606 - | 2003 UW282               | 29 ottobre 2003  | LONEOS                   |
| 259607 - | 2003 UB283               | 29 ottobre 2003  | LONEOS                   |
| 259608 - | 2003 UW289               | 23 ottobre 2003  | Buie, M. W.              |
| 259609 - | 2003 UN291               | 24 ottobre 2003  | Buie, M. W.              |
| 259610 - | 2003 US296               | 16 ottobre 2003  | Spacewatch               |
| 259611 - | 2003 UU331               | 18 ottobre 2003  | Sloan Digital Sky Survey |
| 259612 - | 2003 US367               | 21 ottobre 2003  | Spacewatch               |
| 259613 - | 2003 UR375               | 22 ottobre 2003  | Sloan Digital Sky Survey |
| 259614 - | 2003 UO380               | 22 ottobre 2003  | Sloan Digital Sky Survey |
| 259615 - | 2003 VZ2                 | 14 novembre 2003 | Young, J. W.             |
| 259616 - | 2003 VC6                 | 14 novembre 2003 | NEAT                     |
| 259617 - | 2003 VL6                 | 15 novembre 2003 | NEAT                     |
| 259618 - | 2003 VA8                 | 15 novembre 2003 | Healy, D.                |
| 259619 - | 2003 VM11                | 15 novembre 2003 | NEAT                     |
| 259620 - | 2003 WX                  | 16 novembre 2003 | CSS                      |
| 259621 - | 2003 WY                  | 16 novembre 2003 | CSS                      |
| 259622 - | 2003 WU2                 | 16 novembre 2003 | CSS                      |
| 259623 - | 2003 WP16                | 18 novembre 2003 | NEAT                     |
| 259624 - | 2003 WN20                | 19 novembre 2003 | LINEAR                   |
| 259625 - | 2003 WS25                | 20 novembre 2003 | Spacewatch               |
| 259626 - | 2003 WB29                | 18 novembre 2003 | NEAT                     |
| 259627 - | 2003 WU31                | 18 novembre 2003 | NEAT                     |
| 259628 - | 2003 WM32                | 18 novembre 2003 | Spacewatch               |
| 259629 - | 2003 WK33                | 18 novembre 2003 | Spacewatch               |
| 259630 - | 2003 WB34                | 19 novembre 2003 | Spacewatch               |
| 259631 - | 2003 WF34                | 19 novembre 2003 | Spacewatch               |
| 259632 - | 2003 WZ34                | 19 novembre 2003 | Spacewatch               |
| 259633 - | 2003 WB35                | 19 novembre 2003 | Spacewatch               |
| 259634 - | 2003 WF36                | 19 novembre 2003 | Spacewatch               |
| 259635 - | 2003 WY38                | 19 novembre 2003 | Spacewatch               |
| 259636 - | 2003 WV40                | 19 novembre 2003 | Spacewatch               |
| 259637 - | 2003 WY41                | 20 novembre 2003 | LINEAR                   |
| 259638 - | 2003 WA42                | 20 novembre 2003 | Needville                |
| 259639 - | 2003 WF45                | 19 novembre 2003 | NEAT                     |
| 259640 - | 2003 WQ48                | 19 novembre 2003 | Spacewatch               |
| 259641 - | 2003 WG60                | 18 novembre 2003 | NEAT                     |
| 259642 - | 2003 WS64                | 19 novembre 2003 | Spacewatch               |
| 259643 - | 2003 WB74                | 20 novembre 2003 | LINEAR                   |
| 259644 - | 2003 WH79                | 20 novembre 2003 | LINEAR                   |
| 259645 - | 2003 WJ81                | 20 novembre 2003 | LINEAR                   |
| 259646 - | 2003 WB82                | 19 novembre 2003 | LINEAR                   |
| 259647 - | 2003 WX82                | 20 novembre 2003 | NEAT                     |
| 259648 - | 2003 WR89                | 16 novembre 2003 | Spacewatch               |
| 259649 - | 2003 WU92                | 19 novembre 2003 | LONEOS                   |
| 259650 - | 2003 WH103               | 21 novembre 2003 | LINEAR                   |
| 259651 - | 2003 WY103               | 21 novembre 2003 | LINEAR                   |
| 259652 - | 2003 WL106               | 21 novembre 2003 | LINEAR                   |
| 259653 - | 2003 WS114               | 20 novembre 2003 | LINEAR                   |
| 259654 - | 2003 WC116               | 20 novembre 2003 | LINEAR                   |
| 259655 - | 2003 WX116               | 20 novembre 2003 | LINEAR                   |
| 259656 - | 2003 WH117               | 20 novembre 2003 | LINEAR                   |
| 259657 - | 2003 WY117               | 20 novembre 2003 | LINEAR                   |
| 259658 - | 2003 WG118               | 20 novembre 2003 | LINEAR                   |
| 259659 - | 2003 WU124               | 20 novembre 2003 | LINEAR                   |
| 259660 - | 2003 WS129               | 21 novembre 2003 | NEAT                     |
| 259661 - | 2003 WO131               | 21 novembre 2003 | NEAT                     |
| 259662 - | 2003 WG134               | 21 novembre 2003 | LINEAR                   |
| 259663 - | 2003 WE136               | 21 novembre 2003 | LINEAR                   |
| 259664 - | 2003 WH138               | 21 novembre 2003 | LINEAR                   |
| 259665 - | 2003 WW138               | 21 novembre 2003 | LINEAR                   |
| 259666 - | 2003 WU143               | 20 novembre 2003 | LINEAR                   |
| 259667 - | 2003 WZ145               | 21 novembre 2003 | LINEAR                   |
| 259668 - | 2003 WM147               | 23 novembre 2003 | Spacewatch               |
| 259669 - | 2003 WZ162               | 30 novembre 2003 | Spacewatch               |
| 259670 - | 2003 WM164               | 30 novembre 2003 | Spacewatch               |
| 259671 - | 2003 WW164               | 30 novembre 2003 | Spacewatch               |
| 259672 - | 2003 WL165               | 1 ottobre 1999   | Spacewatch               |
| 259673 - | 2003 WR170               | 21 novembre 2003 | CSS                      |
| 259674 - | 2003 WG182               | 22 novembre 2003 | Buie, M. W.              |
| 259675 - | 2003 XF2                 | 1 dicembre 2003  | LINEAR                   |
| 259676 - | 2003 XK3                 | 1 dicembre 2003  | LINEAR                   |
| 259677 - | 2003 XC8                 | 4 dicembre 2003  | LINEAR                   |
| 259678 - | 2003 XF8                 | 4 dicembre 2003  | LINEAR                   |
| 259679 - | 2003 XO10                | 1 dicembre 2003  | LINEAR                   |
| 259680 - | 2003 XC11                | 13 dicembre 2003 | Young, J. W.             |
| 259681 - | 2003 XG13                | 14 dicembre 2003 | Spacewatch               |
| 259682 - | 2003 XV13                | 14 dicembre 2003 | NEAT                     |
| 259683 - | 2003 XE15                | 15 dicembre 2003 | Junk Bond                |
| 259684 - | 2003 XU16                | 14 dicembre 2003 | Spacewatch               |
| 259685 - | 2003 XS18                | 15 dicembre 2003 | NEAT                     |
| 259686 - | 2003 XY18                | 14 dicembre 2003 | Spacewatch               |
| 259687 - | 2003 XA20                | 14 dicembre 2003 | Spacewatch               |
| 259688 - | 2003 XN21                | 14 dicembre 2003 | Spacewatch               |
| 259689 - | 2003 XW36                | 3 dicembre 2003  | LINEAR                   |
| 259690 - | 2003 XS38                | 4 dicembre 2003  | LINEAR                   |
| 259691 - | 2003 YV2                 | 18 dicembre 2003 | LINEAR                   |
| 259692 - | 2003 YG9                 | 16 dicembre 2003 | Spacewatch               |
| 259693 - | 2003 YG11                | 17 dicembre 2003 | LINEAR                   |
| 259694 - | 2003 YD17                | 17 dicembre 2003 | Spacewatch               |
| 259695 - | 2003 YL17                | 17 dicembre 2003 | Spacewatch               |
| 259696 - | 2003 YB20                | 17 dicembre 2003 | Spacewatch               |
| 259697 - | 2003 YC21                | 17 dicembre 2003 | Spacewatch               |
| 259698 - | 2003 YJ23                | 17 dicembre 2003 | Spacewatch               |
| 259699 - | 2003 YY28                | 17 dicembre 2003 | Spacewatch               |
| 259700 - | 2003 YD31                | 18 dicembre 2003 | LINEAR                   |

## 259701-259800
| Nome     | Designazione provvisoria | Data di scoperta | Scopritore               |
| -------- | ------------------------ | ---------------- | ------------------------ |
| 259701 - | 2003 YA33                | 16 dicembre 2003 | CSS                      |
| 259702 - | 2003 YL34                | 18 dicembre 2003 | LINEAR                   |
| 259703 - | 2003 YP34                | 18 dicembre 2003 | LINEAR                   |
| 259704 - | 2003 YX35                | 19 dicembre 2003 | Spacewatch               |
| 259705 - | 2003 YO40                | 19 dicembre 2003 | Spacewatch               |
| 259706 - | 2003 YP42                | 19 dicembre 2003 | Spacewatch               |
| 259707 - | 2003 YN43                | 19 dicembre 2003 | LINEAR                   |
| 259708 - | 2003 YV44                | 19 dicembre 2003 | Spacewatch               |
| 259709 - | 2003 YP47                | 18 dicembre 2003 | LINEAR                   |
| 259710 - | 2003 YH50                | 18 dicembre 2003 | LINEAR                   |
| 259711 - | 2003 YL54                | 19 dicembre 2003 | LINEAR                   |
| 259712 - | 2003 YW55                | 19 dicembre 2003 | LINEAR                   |
| 259713 - | 2003 YH60                | 19 dicembre 2003 | Spacewatch               |
| 259714 - | 2003 YB62                | 19 dicembre 2003 | LINEAR                   |
| 259715 - | 2003 YF62                | 19 dicembre 2003 | LINEAR                   |
| 259716 - | 2003 YN64                | 19 dicembre 2003 | LINEAR                   |
| 259717 - | 2003 YS72                | 18 dicembre 2003 | LINEAR                   |
| 259718 - | 2003 YT73                | 18 dicembre 2003 | Spacewatch               |
| 259719 - | 2003 YL75                | 18 dicembre 2003 | LINEAR                   |
| 259720 - | 2003 YV79                | 18 dicembre 2003 | LINEAR                   |
| 259721 - | 2003 YC86                | 19 dicembre 2003 | LINEAR                   |
| 259722 - | 2003 YE87                | 19 dicembre 2003 | LINEAR                   |
| 259723 - | 2003 YG87                | 19 dicembre 2003 | LINEAR                   |
| 259724 - | 2003 YQ88                | 19 dicembre 2003 | LINEAR                   |
| 259725 - | 2003 YB90                | 19 dicembre 2003 | Spacewatch               |
| 259726 - | 2003 YV93                | 21 dicembre 2003 | LINEAR                   |
| 259727 - | 2003 YC94                | 21 dicembre 2003 | Spacewatch               |
| 259728 - | 2003 YM96                | 19 dicembre 2003 | LINEAR                   |
| 259729 - | 2003 YN96                | 19 dicembre 2003 | LINEAR                   |
| 259730 - | 2003 YN97                | 19 dicembre 2003 | LINEAR                   |
| 259731 - | 2003 YK101               | 19 dicembre 2003 | LINEAR                   |
| 259732 - | 2003 YS102               | 19 dicembre 2003 | LINEAR                   |
| 259733 - | 2003 YR104               | 21 dicembre 2003 | Spacewatch               |
| 259734 - | 2003 YK112               | 23 dicembre 2003 | LINEAR                   |
| 259735 - | 2003 YU112               | 23 dicembre 2003 | LINEAR                   |
| 259736 - | 2003 YP114               | 25 dicembre 2003 | NEAT                     |
| 259737 - | 2003 YB128               | 27 dicembre 2003 | LINEAR                   |
| 259738 - | 2003 YC135               | 28 dicembre 2003 | LINEAR                   |
| 259739 - | 2003 YT150               | 29 dicembre 2003 | CSS                      |
| 259740 - | 2003 YD152               | 29 dicembre 2003 | LINEAR                   |
| 259741 - | 2003 YF155               | 30 dicembre 2003 | LINEAR                   |
| 259742 - | 2003 YU159               | 17 dicembre 2003 | LINEAR                   |
| 259743 - | 2003 YK162               | 17 dicembre 2003 | LONEOS                   |
| 259744 - | 2003 YT166               | 17 dicembre 2003 | Spacewatch               |
| 259745 - | 2003 YB168               | 18 dicembre 2003 | LINEAR                   |
| 259746 - | 2003 YP168               | 18 dicembre 2003 | LINEAR                   |
| 259747 - | 2003 YT168               | 18 dicembre 2003 | LINEAR                   |
| 259748 - | 2003 YM170               | 18 dicembre 2003 | Spacewatch               |
| 259749 - | 2003 YR171               | 18 dicembre 2003 | Spacewatch               |
| 259750 - | 2003 YG180               | 17 dicembre 2003 | LINEAR                   |
| 259751 - | 2003 YK181               | 25 dicembre 2003 | Sloan Digital Sky Survey |
| 259752 - | 2003 YQ181               | 21 dicembre 2003 | Spacewatch               |
| 259753 - | 2004 AY                  | 5 gennaio 2004   | LINEAR                   |
| 259754 - | 2004 AZ3                 | 13 gennaio 2004  | LONEOS                   |
| 259755 - | 2004 AZ4                 | 13 gennaio 2004  | LONEOS                   |
| 259756 - | 2004 AU7                 | 13 gennaio 2004  | LONEOS                   |
| 259757 - | 2004 AO8                 | 15 gennaio 2004  | Spacewatch               |
| 259758 - | 2004 AY8                 | 14 gennaio 2004  | NEAT                     |
| 259759 - | 2004 AJ9                 | 14 gennaio 2004  | NEAT                     |
| 259760 - | 2004 AF23                | 15 gennaio 2004  | Spacewatch               |
| 259761 - | 2004 BE1                 | 16 gennaio 2004  | Spacewatch               |
| 259762 - | 2004 BX2                 | 16 gennaio 2004  | NEAT                     |
| 259763 - | 2004 BR4                 | 16 gennaio 2004  | NEAT                     |
| 259764 - | 2004 BY4                 | 16 gennaio 2004  | NEAT                     |
| 259765 - | 2004 BK5                 | 16 gennaio 2004  | Spacewatch               |
| 259766 - | 2004 BA6                 | 16 gennaio 2004  | Spacewatch               |
| 259767 - | 2004 BR7                 | 16 gennaio 2004  | Spacewatch               |
| 259768 - | 2004 BE12                | 16 gennaio 2004  | NEAT                     |
| 259769 - | 2004 BV12                | 17 gennaio 2004  | NEAT                     |
| 259770 - | 2004 BL20                | 16 gennaio 2004  | NEAT                     |
| 259771 - | 2004 BK21                | 18 gennaio 2004  | Spacewatch               |
| 259772 - | 2004 BM21                | 18 gennaio 2004  | Spacewatch               |
| 259773 - | 2004 BN21                | 18 gennaio 2004  | Spacewatch               |
| 259774 - | 2004 BU22                | 17 gennaio 2004  | Spacewatch               |
| 259775 - | 2004 BN24                | 19 gennaio 2004  | LONEOS                   |
| 259776 - | 2004 BA27                | 21 gennaio 2004  | LINEAR                   |
| 259777 - | 2004 BX27                | 18 gennaio 2004  | NEAT                     |
| 259778 - | 2004 BH31                | 18 gennaio 2004  | NEAT                     |
| 259779 - | 2004 BB32                | 19 gennaio 2004  | Spacewatch               |
| 259780 - | 2004 BA35                | 19 gennaio 2004  | Spacewatch               |
| 259781 - | 2004 BY36                | 19 gennaio 2004  | Spacewatch               |
| 259782 - | 2004 BB40                | 21 gennaio 2004  | LINEAR                   |
| 259783 - | 2004 BV40                | 21 gennaio 2004  | LINEAR                   |
| 259784 - | 2004 BX41                | 19 gennaio 2004  | CSS                      |
| 259785 - | 2004 BR43                | 22 gennaio 2004  | LINEAR                   |
| 259786 - | 2004 BJ46                | 21 gennaio 2004  | LINEAR                   |
| 259787 - | 2004 BU49                | 21 gennaio 2004  | LINEAR                   |
| 259788 - | 2004 BX50                | 21 gennaio 2004  | LINEAR                   |
| 259789 - | 2004 BB52                | 21 gennaio 2004  | LINEAR                   |
| 259790 - | 2004 BH58                | 23 gennaio 2004  | LINEAR                   |
| 259791 - | 2004 BD59                | 23 gennaio 2004  | LINEAR                   |
| 259792 - | 2004 BK59                | 24 gennaio 2004  | LINEAR                   |
| 259793 - | 2004 BM63                | 22 gennaio 2004  | LINEAR                   |
| 259794 - | 2004 BU64                | 22 gennaio 2004  | LINEAR                   |
| 259795 - | 2004 BK65                | 22 gennaio 2004  | LINEAR                   |
| 259796 - | 2004 BH68                | 23 gennaio 2004  | LINEAR                   |
| 259797 - | 2004 BX69                | 21 gennaio 2004  | LINEAR                   |
| 259798 - | 2004 BT77                | 22 gennaio 2004  | LINEAR                   |
| 259799 - | 2004 BH78                | 22 gennaio 2004  | LINEAR                   |
| 259800 - | 2004 BV79                | 24 gennaio 2004  | LINEAR                   |

## 259801-259900
| Nome     | Designazione provvisoria | Data di scoperta | Scopritore       |
| -------- | ------------------------ | ---------------- | ---------------- |
| 259801 - | 2004 BR81                | 26 gennaio 2004  | LONEOS           |
| 259802 - | 2004 BJ86                | 30 gennaio 2004  | LINEAR           |
| 259803 - | 2004 BH87                | 23 gennaio 2004  | LONEOS           |
| 259804 - | 2004 BU95                | 19 gennaio 2004  | LINEAR           |
| 259805 - | 2004 BW95                | 27 gennaio 2004  | CSS              |
| 259806 - | 2004 BL99                | 27 gennaio 2004  | Spacewatch       |
| 259807 - | 2004 BT99                | 27 gennaio 2004  | Spacewatch       |
| 259808 - | 2004 BZ99                | 27 gennaio 2004  | Spacewatch       |
| 259809 - | 2004 BZ100               | 28 gennaio 2004  | Spacewatch       |
| 259810 - | 2004 BQ105               | 26 gennaio 2004  | LONEOS           |
| 259811 - | 2004 BO106               | 26 gennaio 2004  | LONEOS           |
| 259812 - | 2004 BC108               | 28 gennaio 2004  | CSS              |
| 259813 - | 2004 BK109               | 28 gennaio 2004  | CSS              |
| 259814 - | 2004 BT109               | 28 gennaio 2004  | Spacewatch       |
| 259815 - | 2004 BN111               | 29 gennaio 2004  | CSS              |
| 259816 - | 2004 BS114               | 29 gennaio 2004  | LONEOS           |
| 259817 - | 2004 BF117               | 28 gennaio 2004  | CSS              |
| 259818 - | 2004 BT117               | 28 gennaio 2004  | NEAT             |
| 259819 - | 2004 BS120               | 31 gennaio 2004  | LINEAR           |
| 259820 - | 2004 BJ140               | 19 gennaio 2004  | Spacewatch       |
| 259821 - | 2004 BV143               | 19 gennaio 2004  | Spacewatch       |
| 259822 - | 2004 CN2                 | 12 febbraio 2004 | Yeung, W. K. Y.  |
| 259823 - | 2004 CV3                 | 10 febbraio 2004 | NEAT             |
| 259824 - | 2004 CK4                 | 10 febbraio 2004 | NEAT             |
| 259825 - | 2004 CL4                 | 10 febbraio 2004 | NEAT             |
| 259826 - | 2004 CJ8                 | 11 febbraio 2004 | Spacewatch       |
| 259827 - | 2004 CO9                 | 11 febbraio 2004 | Spacewatch       |
| 259828 - | 2004 CO14                | 11 febbraio 2004 | Spacewatch       |
| 259829 - | 2004 CV16                | 11 febbraio 2004 | Spacewatch       |
| 259830 - | 2004 CO18                | 10 febbraio 2004 | NEAT             |
| 259831 - | 2004 CD25                | 12 febbraio 2004 | Spacewatch       |
| 259832 - | 2004 CE25                | 12 febbraio 2004 | Spacewatch       |
| 259833 - | 2004 CZ26                | 11 febbraio 2004 | NEAT             |
| 259834 - | 2004 CX30                | 12 febbraio 2004 | Spacewatch       |
| 259835 - | 2004 CL31                | 12 febbraio 2004 | Spacewatch       |
| 259836 - | 2004 CA33                | 12 febbraio 2004 | Spacewatch       |
| 259837 - | 2004 CX39                | 12 febbraio 2004 | Yeung, W. K. Y.  |
| 259838 - | 2004 CC42                | 10 febbraio 2004 | NEAT             |
| 259839 - | 2004 CF42                | 10 febbraio 2004 | NEAT             |
| 259840 - | 2004 CY43                | 12 febbraio 2004 | Spacewatch       |
| 259841 - | 2004 CS46                | 13 febbraio 2004 | Spacewatch       |
| 259842 - | 2004 CC48                | 14 febbraio 2004 | NEAT             |
| 259843 - | 2004 CW51                | 12 febbraio 2004 | NEAT             |
| 259844 - | 2004 CT52                | 13 febbraio 2004 | Goodricke-Pigott |
| 259845 - | 2004 CN56                | 14 febbraio 2004 | NEAT             |
| 259846 - | 2004 CL59                | 10 febbraio 2004 | NEAT             |
| 259847 - | 2004 CC61                | 11 febbraio 2004 | Spacewatch       |
| 259848 - | 2004 CA70                | 11 febbraio 2004 | NEAT             |
| 259849 - | 2004 CZ70                | 12 febbraio 2004 | Spacewatch       |
| 259850 - | 2004 CR75                | 11 febbraio 2004 | NEAT             |
| 259851 - | 2004 CZ79                | 11 febbraio 2004 | NEAT             |
| 259852 - | 2004 CC83                | 12 febbraio 2004 | Spacewatch       |
| 259853 - | 2004 CO83                | 12 febbraio 2004 | Spacewatch       |
| 259854 - | 2004 CA86                | 14 febbraio 2004 | Spacewatch       |
| 259855 - | 2004 CF86                | 14 febbraio 2004 | Spacewatch       |
| 259856 - | 2004 CL86                | 14 febbraio 2004 | Spacewatch       |
| 259857 - | 2004 CP86                | 14 febbraio 2004 | Spacewatch       |
| 259858 - | 2004 CQ95                | 13 febbraio 2004 | Spacewatch       |
| 259859 - | 2004 CV96                | 12 febbraio 2004 | NEAT             |
| 259860 - | 2004 CZ96                | 13 febbraio 2004 | NEAT             |
| 259861 - | 2004 CM98                | 14 febbraio 2004 | CSS              |
| 259862 - | 2004 CG103               | 12 febbraio 2004 | NEAT             |
| 259863 - | 2004 CQ103               | 12 febbraio 2004 | NEAT             |
| 259864 - | 2004 CJ104               | 13 febbraio 2004 | NEAT             |
| 259865 - | 2004 CR105               | 14 febbraio 2004 | LINEAR           |
| 259866 - | 2004 CD108               | 14 febbraio 2004 | NEAT             |
| 259867 - | 2004 CU113               | 13 febbraio 2004 | LONEOS           |
| 259868 - | 2004 CM114               | 15 febbraio 2004 | LINEAR           |
| 259869 - | 2004 CC117               | 11 febbraio 2004 | Spacewatch       |
| 259870 - | 2004 CY122               | 12 febbraio 2004 | Spacewatch       |
| 259871 - | 2004 DP1                 | 16 febbraio 2004 | Spacewatch       |
| 259872 - | 2004 DD5                 | 16 febbraio 2004 | Spacewatch       |
| 259873 - | 2004 DD9                 | 17 febbraio 2004 | LINEAR           |
| 259874 - | 2004 DT13                | 16 febbraio 2004 | Spacewatch       |
| 259875 - | 2004 DT14                | 17 febbraio 2004 | NEAT             |
| 259876 - | 2004 DO15                | 17 febbraio 2004 | LINEAR           |
| 259877 - | 2004 DR15                | 17 febbraio 2004 | CSS              |
| 259878 - | 2004 DV15                | 17 febbraio 2004 | LINEAR           |
| 259879 - | 2004 DW20                | 17 febbraio 2004 | LINEAR           |
| 259880 - | 2004 DM21                | 17 febbraio 2004 | CSS              |
| 259881 - | 2004 DJ23                | 18 febbraio 2004 | CSS              |
| 259882 - | 2004 DN24                | 19 febbraio 2004 | LINEAR           |
| 259883 - | 2004 DK26                | 16 febbraio 2004 | Spacewatch       |
| 259884 - | 2004 DA28                | 16 febbraio 2004 | Spacewatch       |
| 259885 - | 2004 DV29                | 17 febbraio 2004 | LINEAR           |
| 259886 - | 2004 DX32                | 18 febbraio 2004 | LINEAR           |
| 259887 - | 2004 DH34                | 18 febbraio 2004 | NEAT             |
| 259888 - | 2004 DG36                | 19 febbraio 2004 | LINEAR           |
| 259889 - | 2004 DD40                | 17 febbraio 2004 | Spacewatch       |
| 259890 - | 2004 DZ41                | 19 febbraio 2004 | LINEAR           |
| 259891 - | 2004 DJ47                | 19 febbraio 2004 | LINEAR           |
| 259892 - | 2004 DX47                | 19 febbraio 2004 | LINEAR           |
| 259893 - | 2004 DJ52                | 25 febbraio 2004 | LINEAR           |
| 259894 - | 2004 DV52                | 25 febbraio 2004 | LINEAR           |
| 259895 - | 2004 DT56                | 22 febbraio 2004 | Spacewatch       |
| 259896 - | 2004 DN58                | 23 febbraio 2004 | LINEAR           |
| 259897 - | 2004 DR58                | 23 febbraio 2004 | LINEAR           |
| 259898 - | 2004 DE66                | 23 febbraio 2004 | LINEAR           |
| 259899 - | 2004 DC74                | 17 febbraio 2004 | Spacewatch       |
| 259900 - | 2004 DJ76                | 17 febbraio 2004 | Spacewatch       |

## 259901-260000
| Nome           | Designazione provvisoria | Data di scoperta | Scopritore       |
| -------------- | ------------------------ | ---------------- | ---------------- |
| 259901 -       | 2004 EL                  | 11 marzo 2004    | Ball, L.         |
| 259902 -       | 2004 EH2                 | 12 marzo 2004    | NEAT             |
| 259903 -       | 2004 ES3                 | 10 marzo 2004    | NEAT             |
| 259904 -       | 2004 EL7                 | 12 marzo 2004    | NEAT             |
| 259905 Vougeot | 2004 EO9                 | 14 marzo 2004    | Ory, M.          |
| 259906 -       | 2004 EG10                | 14 marzo 2004    | CSS              |
| 259907 -       | 2004 EH12                | 11 marzo 2004    | NEAT             |
| 259908 -       | 2004 EW13                | 11 marzo 2004    | NEAT             |
| 259909 -       | 2004 ES16                | 12 marzo 2004    | NEAT             |
| 259910 -       | 2004 ET16                | 12 marzo 2004    | NEAT             |
| 259911 -       | 2004 EF17                | 12 marzo 2004    | NEAT             |
| 259912 -       | 2004 EV17                | 12 marzo 2004    | NEAT             |
| 259913 -       | 2004 EG19                | 14 marzo 2004    | Spacewatch       |
| 259914 -       | 2004 EW22                | 15 marzo 2004    | Spacewatch       |
| 259915 -       | 2004 EP23                | 15 marzo 2004    | LINEAR           |
| 259916 -       | 2004 ES23                | 15 marzo 2004    | LINEAR           |
| 259917 -       | 2004 EJ24                | 15 marzo 2004    | Crni Vrh         |
| 259918 -       | 2004 EO24                | 14 marzo 2004    | LINEAR           |
| 259919 -       | 2004 EG25                | 10 marzo 2004    | NEAT             |
| 259920 -       | 2004 EZ25                | 13 marzo 2004    | NEAT             |
| 259921 -       | 2004 EW29                | 15 marzo 2004    | Spacewatch       |
| 259922 -       | 2004 EV32                | 15 marzo 2004    | NEAT             |
| 259923 -       | 2004 EB33                | 15 marzo 2004    | NEAT             |
| 259924 -       | 2004 EE33                | 15 marzo 2004    | NEAT             |
| 259925 -       | 2004 EV34                | 12 marzo 2004    | NEAT             |
| 259926 -       | 2004 EK35                | 12 marzo 2004    | NEAT             |
| 259927 -       | 2004 EL36                | 13 marzo 2004    | NEAT             |
| 259928 -       | 2004 EM38                | 14 marzo 2004    | Spacewatch       |
| 259929 -       | 2004 EY38                | 14 marzo 2004    | CSS              |
| 259930 -       | 2004 EE39                | 15 marzo 2004    | Spacewatch       |
| 259931 -       | 2004 EH41                | 15 marzo 2004    | LINEAR           |
| 259932 -       | 2004 EN41                | 15 marzo 2004    | CSS              |
| 259933 -       | 2004 ES41                | 15 marzo 2004    | CSS              |
| 259934 -       | 2004 EQ44                | 15 marzo 2004    | Spacewatch       |
| 259935 -       | 2004 EB45                | 15 marzo 2004    | Spacewatch       |
| 259936 -       | 2004 ES48                | 15 marzo 2004    | CSS              |
| 259937 -       | 2004 EW49                | 15 marzo 2004    | Spacewatch       |
| 259938 -       | 2004 EG50                | 12 marzo 2004    | NEAT             |
| 259939 -       | 2004 EP50                | 14 marzo 2004    | Spacewatch       |
| 259940 -       | 2004 EJ53                | 15 marzo 2004    | LINEAR           |
| 259941 -       | 2004 EQ55                | 14 marzo 2004    | NEAT             |
| 259942 -       | 2004 ER55                | 14 marzo 2004    | LINEAR           |
| 259943 -       | 2004 ET55                | 14 marzo 2004    | NEAT             |
| 259944 -       | 2004 EC60                | 15 marzo 2004    | NEAT             |
| 259945 -       | 2004 EC61                | 12 marzo 2004    | NEAT             |
| 259946 -       | 2004 ER62                | 13 marzo 2004    | NEAT             |
| 259947 -       | 2004 EG64                | 14 marzo 2004    | CSS              |
| 259948 -       | 2004 EC67                | 15 marzo 2004    | Spacewatch       |
| 259949 -       | 2004 EO68                | 15 marzo 2004    | LINEAR           |
| 259950 -       | 2004 EC70                | 15 marzo 2004    | Spacewatch       |
| 259951 -       | 2004 EK71                | 15 marzo 2004    | CSS              |
| 259952 -       | 2004 EU73                | 15 marzo 2004    | Spacewatch       |
| 259953 -       | 2004 EB74                | 12 marzo 2004    | NEAT             |
| 259954 -       | 2004 EE74                | 12 marzo 2004    | NEAT             |
| 259955 -       | 2004 EH75                | 14 marzo 2004    | Spacewatch       |
| 259956 -       | 2004 EN75                | 14 marzo 2004    | Spacewatch       |
| 259957 -       | 2004 ES82                | 13 marzo 2004    | NEAT             |
| 259958 -       | 2004 ER84                | 15 marzo 2004    | LINEAR           |
| 259959 -       | 2004 EQ91                | 15 marzo 2004    | Spacewatch       |
| 259960 -       | 2004 EW94                | 15 marzo 2004    | LINEAR           |
| 259961 -       | 2004 EF95                | 15 marzo 2004    | Spacewatch       |
| 259962 -       | 2004 EB103               | 15 marzo 2004    | Spacewatch       |
| 259963 -       | 2004 FX                  | 16 marzo 2004    | Goodricke-Pigott |
| 259964 -       | 2004 FG14                | 16 marzo 2004    | Spacewatch       |
| 259965 -       | 2004 FS15                | 19 marzo 2004    | Siding Spring    |
| 259966 -       | 2004 FV20                | 16 marzo 2004    | LINEAR           |
| 259967 -       | 2004 FE24                | 17 marzo 2004    | Spacewatch       |
| 259968 -       | 2004 FO28                | 18 marzo 2004    | LINEAR           |
| 259969 -       | 2004 FQ28                | 18 marzo 2004    | Spacewatch       |
| 259970 -       | 2004 FT28                | 26 marzo 2004    | LINEAR           |
| 259971 -       | 2004 FB30                | 17 marzo 2004    | NEAT             |
| 259972 -       | 2004 FC30                | 18 marzo 2004    | NEAT             |
| 259973 -       | 2004 FO30                | 29 marzo 2004    | LINEAR           |
| 259974 -       | 2004 FU31                | 30 marzo 2004    | LINEAR           |
| 259975 -       | 2004 FK33                | 16 marzo 2004    | LINEAR           |
| 259976 -       | 2004 FN33                | 16 marzo 2004    | CSS              |
| 259977 -       | 2004 FH34                | 16 marzo 2004    | CSS              |
| 259978 -       | 2004 FF35                | 16 marzo 2004    | Spacewatch       |
| 259979 -       | 2004 FA38                | 17 marzo 2004    | Spacewatch       |
| 259980 -       | 2004 FB41                | 18 marzo 2004    | Spacewatch       |
| 259981 -       | 2004 FM42                | 18 marzo 2004    | Spacewatch       |
| 259982 -       | 2004 FP47                | 18 marzo 2004    | LINEAR           |
| 259983 -       | 2004 FO49                | 18 marzo 2004    | LINEAR           |
| 259984 -       | 2004 FZ61                | 19 marzo 2004    | LINEAR           |
| 259985 -       | 2004 FA64                | 19 marzo 2004    | LINEAR           |
| 259986 -       | 2004 FO64                | 19 marzo 2004    | LINEAR           |
| 259987 -       | 2004 FY65                | 19 marzo 2004    | LINEAR           |
| 259988 -       | 2004 FY67                | 20 marzo 2004    | LINEAR           |
| 259989 -       | 2004 FG68                | 20 marzo 2004    | LINEAR           |
| 259990 -       | 2004 FX69                | 16 marzo 2004    | Spacewatch       |
| 259991 -       | 2004 FO71                | 17 marzo 2004    | Spacewatch       |
| 259992 -       | 2004 FL82                | 17 marzo 2004    | Spacewatch       |
| 259993 -       | 2004 FP82                | 17 marzo 2004    | Spacewatch       |
| 259994 -       | 2004 FA83                | 17 marzo 2004    | LINEAR           |
| 259995 -       | 2004 FM95                | 22 marzo 2004    | LINEAR           |
| 259996 -       | 2004 FT96                | 23 marzo 2004    | LINEAR           |
| 259997 -       | 2004 FX108               | 23 marzo 2004    | Spacewatch       |
| 259998 -       | 2004 FM109               | 24 marzo 2004    | LONEOS           |
| 259999 -       | 2004 FO109               | 24 marzo 2004    | LONEOS           |
| 260000 -       | 2004 FB112               | 26 marzo 2004    | Spacewatch       |